# Músculo dorsal ancho
El músculo dorsal ancho o  Latissimus dorsi  (TA), es el músculo más grande, ancho y fuerte de todo el tronco, localizado posterior al brazo. El dorsal ancho inicia sus inserciones cubierto por el trapecio, en el vértice de los procesos espinosos de las últimas vértebras torácicas; continuándose por la línea media hasta la cresta sacra mediana y lateralmente hasta la cresta ilíaca y la cara externa de las cuatro costillas inferiores. Desde allí las fibras se extienden hasta la extremidad proximal del húmero donde terminan fijándose en el suelo del surco intertubercular. Es un músculo aductor y rotador del brazo hacia adentro. Cuando toma su punto fijo en el brazo eleva el tronco y al mismo tiempo las cuatro últimas costillas.

## Origen e inserción
Este gran músculo tiene su origen desde las apófisis espinosas de las últimas seis vértebras torácicas y de las partes posteriores de la fascia lumbodorsal, por medio del cual se sujeta a las espinas lumbares y las vértebras del hueso sacro, abarcando la región vertebral de T6 hasta L5. En las vértebras más superiores el músculo es fuerte y carnoso; mientras que en las inferiores tiene más masa aponeurótica blanca. Este músculo también se inserta en la cresta del tubérculo menor del húmero y se dirige en varios fascículos en dirección al brazo.

## Trayectoria

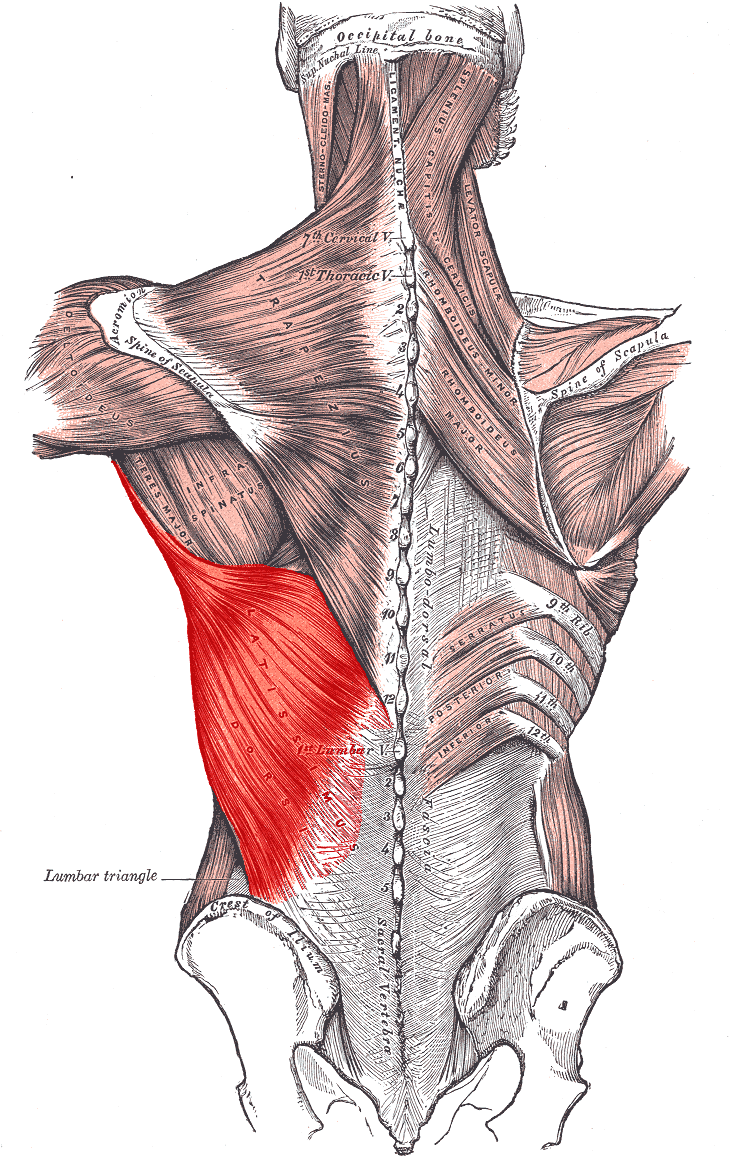
Músculos que conectan la extremidad superior a la columna vertebral, el músculo dorsal ancho en rojo.

Desde este extenso origen, las fibras pasan en diferentes direcciones. Las fibras superiores cruzan horizontalmente, las fibras del medio corren oblicuamente hacia arriba y las inferiores viajan casi verticalmente hasta converger todas en un grueso fascículo, que atraviesa el ángulo inferior de la escápula — por lo general recibe también fibras de ese hueso.
El músculo luego se curva alrededor del borde inferior del músculo redondo mayor, Rota sobre sí mismo de tal modo que las fibras superiores se vuelven primero posteriores y luego inferiores, mientras que las fibras verticales dan la vuelta volviéndose primero anteriores y luego superiores.
El Latissimus dorsi termina en un tendón cuadrilátero de unos 7 cm de largo que pasa en frente del redondo mayor y se inserta en la corredera bicipital del húmero, por su cara posterior. Su inserción se extiende en el húmero más arriba que el tendón del pectoral mayor. En un 7% de personas se encuentra un arco muscular axilar independiente de unos 8 cm de largo y 2 cm de ancho, formando la variación muscular más frecuente en la axila. Este arco muscular axilar, frecuentemente llamado latisimocondíleo corre junto con una rama inusual de la arteria axilar, nace del tendón del latissimus dorsi y puede insertarese en la fascia barquial, en el húmero, en el epicóndilo lateral y olécranon o incluso en la cabeza del músculo tríceps.El dorsal ancho también tiene algunos fascículos que llegan al ángulo de la escápula y a las cuatro últimas costillas por digitaciones carnosas que se interponen entre fascículos similares provenientes del músculo oblicuo externo del abdomen.

## Características
El dorsal ancho es un músculo grueso y triangular, que cubre la región lumbar y las 6 últimas vértebras torácicas. Los fascículos del músculo se juntan en una fibra relativamente estrecha en forma de espiral, de tal modo que la inserción es más fuerte. El músculo dorsal ancho está presente en muchos animales, incluyendo prehistóricos.
Por su gran tamaño, el colgajo del músculo dorsal ancho es uno de los más versátiles y funcionales en cirugía plástica, Traumatología y Ortopedia, convirtiéndose una alternativa útil para la reconstrucción de las extremidades deformadas por trauma, quemaduras o cáncer, cubriendo defectos pequeños y de grandes extensiones, utilizándose como colgajo local o a distancia en la reconstrucción de diferentes áreas corporales.

## Función
El dorsal ancho es un extensor del hombro y también un aproximador. Es también un rotador interno de esta articulación. Es un músculo que ayuda a impulsarse en la natación en el estilo de mariposa y además favorece el agarre alto en la escalada.
Este músculo es además un músculo espirador, que se pone de manifiesto en las espiraciones fuertes y bruscas; como por ejemplo en la tos. La contracción muscular del músculo se siente particularmente durante la acción forzada del toser.
Sus acciones secundarias son estabilizar la pelvis y ayudar a los músculos erectores espinales a enderezar la columna.

## Inervación e irrigación
Este músculo es inervado por el nervio del dorsal ancho (nervios espinales C6-C8) o nervio toracodorsal, procedente de la rama posterior del plexo braquial. El nervio toracodorsal inerva incluso a las proyecciones variantes del dorsal ancho, aunque no es infrecuente que otros nervios cercanos del área, incluyendo el nervio pectoral, envíen prolongaciones nerviosas al dorsal ancho. La irrigación sanguínea es producida por la arteria escapular dorsal, rama de la arteria subclavia; y de la arteria subescapular, rama de la arteria axilar.

## Soporte cardíaco
Existe un procedimiento médico que incluye al dorsal ancho llamado cardiomioplastia usado como una alternativa en el tratamiento de la insuficiencia cardíaca para pacientes destinados al trasplante de corazón. El procedimiento implica rodear al corazón con el músculo dorsal ancho y estimularlo eléctricamente sincronizado con las contracciones sistólicas del ventrículo.
El músculo Latissimus dorsi ha sido puesto en investigaciones cuyo objetivo es detectar el nivel de estrés oxidativo que sufre en pacientes diabéticos con insuficiencia cardíaca y candidatos a una cardiomioplastia. Se piensa que el estrés oxidativo contribuye al desarrollo de una amplia gama de enfermedades incluyendo las patologías causadas por la diabetes. la artritis reumatoide, En muchos de estos casos, no es claro si los oxidantes desencadenan la enfermedad, o si se producen como consecuencia de esta y provocan los síntomas de la enfermedad. Un caso en el cual esto encaja es en el particularmente bien comprendido papel del estrés oxidativo en las enfermedades cardiovasculares. Aquí, la oxidación de la lipoproteína de baja densidad (LDL) parece accionar el proceso del aterogénesis, que da lugar a la aterosclerosis, y finalmente a la enfermedad cardiovascular.
Una dieta con pocas calorías prolonga la esperanza de vida media y máxima en muchos animales. Este efecto puede implicar una reducción en el estrés oxidativo. Ese parece ser el caso también en la preservación de la integridad del músculo dorsal ancho previo a la necesidad de una cardiomioplastia, pues en animales experimentales, hay una correlación directa entre la diabetes y degeneración muscular (miopatías), poniendo en riesgo el éxito de una cardiomioplastia.

## Imágenes adicionales

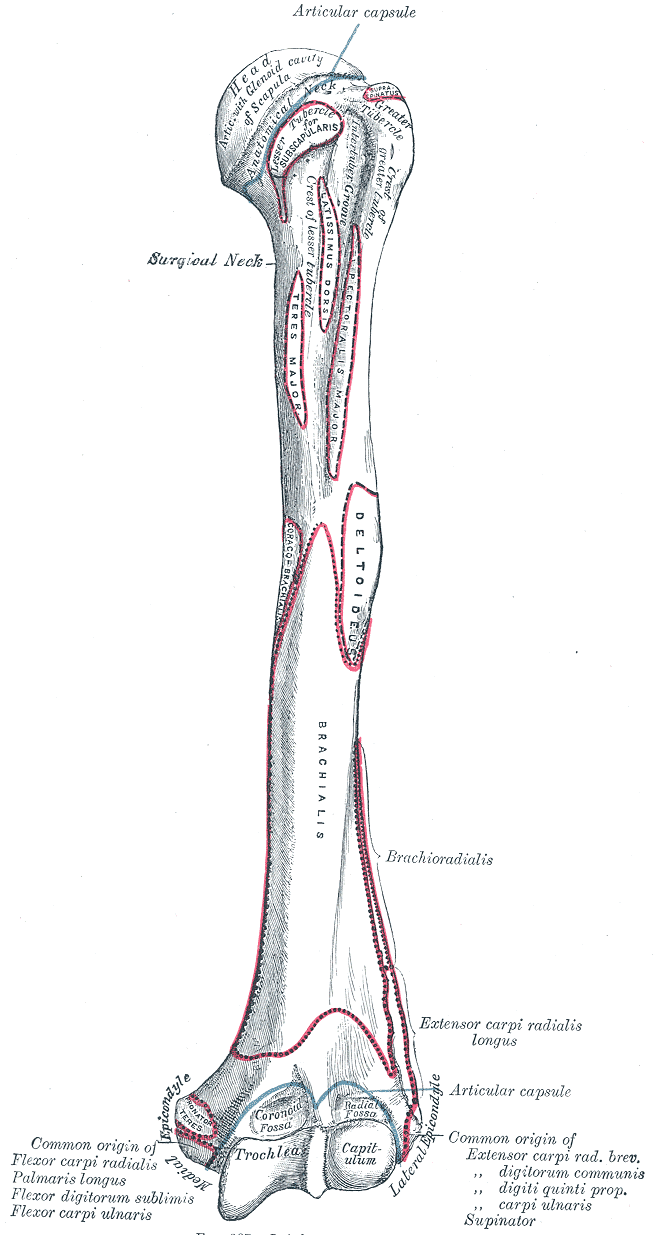
Inserciones musculares del húmero izquierdo. Vista anterior.
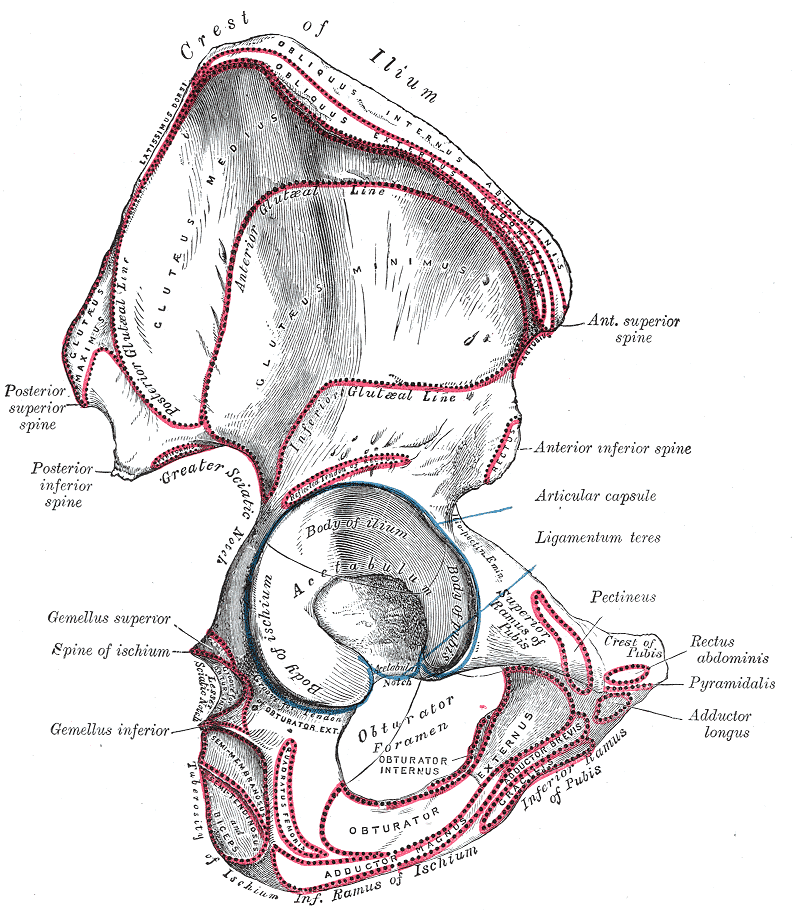
Inserciones musculares del coxal derecho. Cara externa.
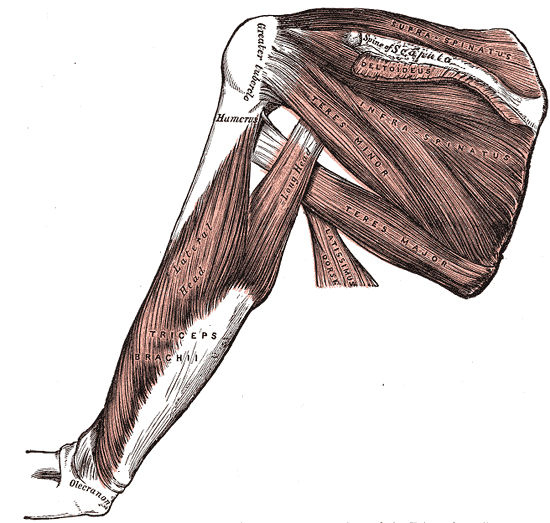
Músculos de la escápula. Tríceps braquial.
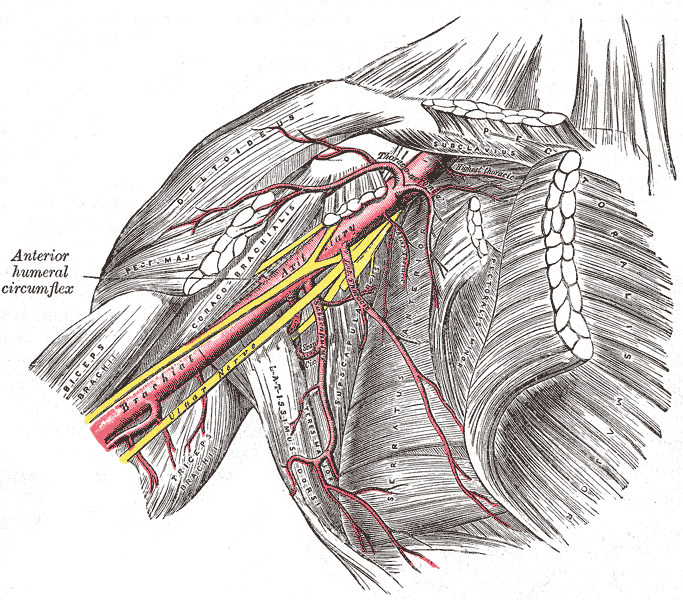
Arteria axilar y sus ramas.
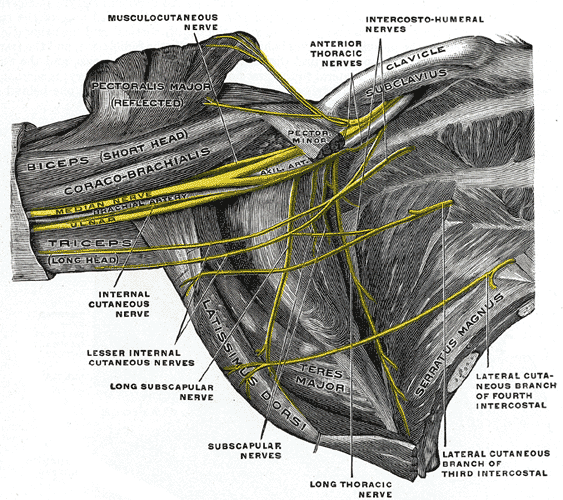
Plexo braquial derecho.
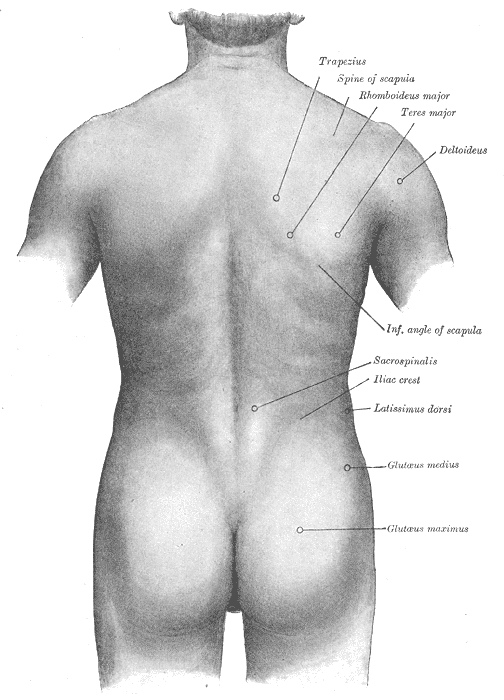
Anatomía de superficie del dorso.
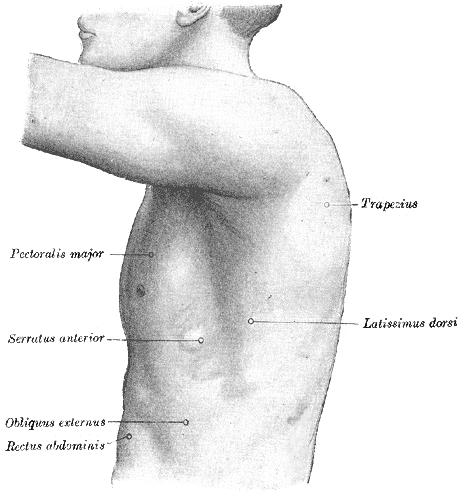
Lado izquierdo del tórax.